# Лацарето (Лоди)
Лацарето је насеље у Италији у округу Лоди, региону Ломбардија.
Према процени из 2011. у насељу је живело 67 становника. Насеље се налази на надморској висини од 55 м.